# (5698) Nolde
(5698) Nolde es un asteroide perteneciente al cinturón de asteroides descubierto el 26 de marzo de 1971 por Cornelis Johannes van Houten en conjunto a su esposa también astrónoma Ingrid van Houten-Groeneveld y el astrónomo Tom Gehrels desde el Observatorio del Monte Palomar, Estados Unidos.

## Designación y nombre
Designado provisionalmente como 4121 T-1. Fue nombrado Nolde en homenaje del pintor expresionista alemán Emil Nolde, nombre real (Emil Hansen). Fue miembro de un grupo de artistas llamado 'Die Brücke' y después de 1926 vivió en Seebüll junto con su esposa danesa. En 1937 su obra fue declarada 'Entartete Kunst' (arte degenerado), y muchas de sus pinturas fueron confiscadas. En 1941, el gobierno incluso le prohibió pintar, aunque creó en secreto sus llamadas "pinturas sin pintar".

## Características orbitales
Nolde está situado a una distancia media del Sol de 3,121 ua, pudiendo alejarse hasta 3,469 ua y acercarse hasta 2,773 ua. Su excentricidad es 0,111 y la inclinación orbital 1,553 grados. Emplea 2014,18 días en completar una órbita alrededor del Sol.

## Características físicas
La magnitud absoluta de Nolde es 12,6. Tiene 16,69 km de diámetro y su albedo se estima en 0,048. 